# Edwin Barnes

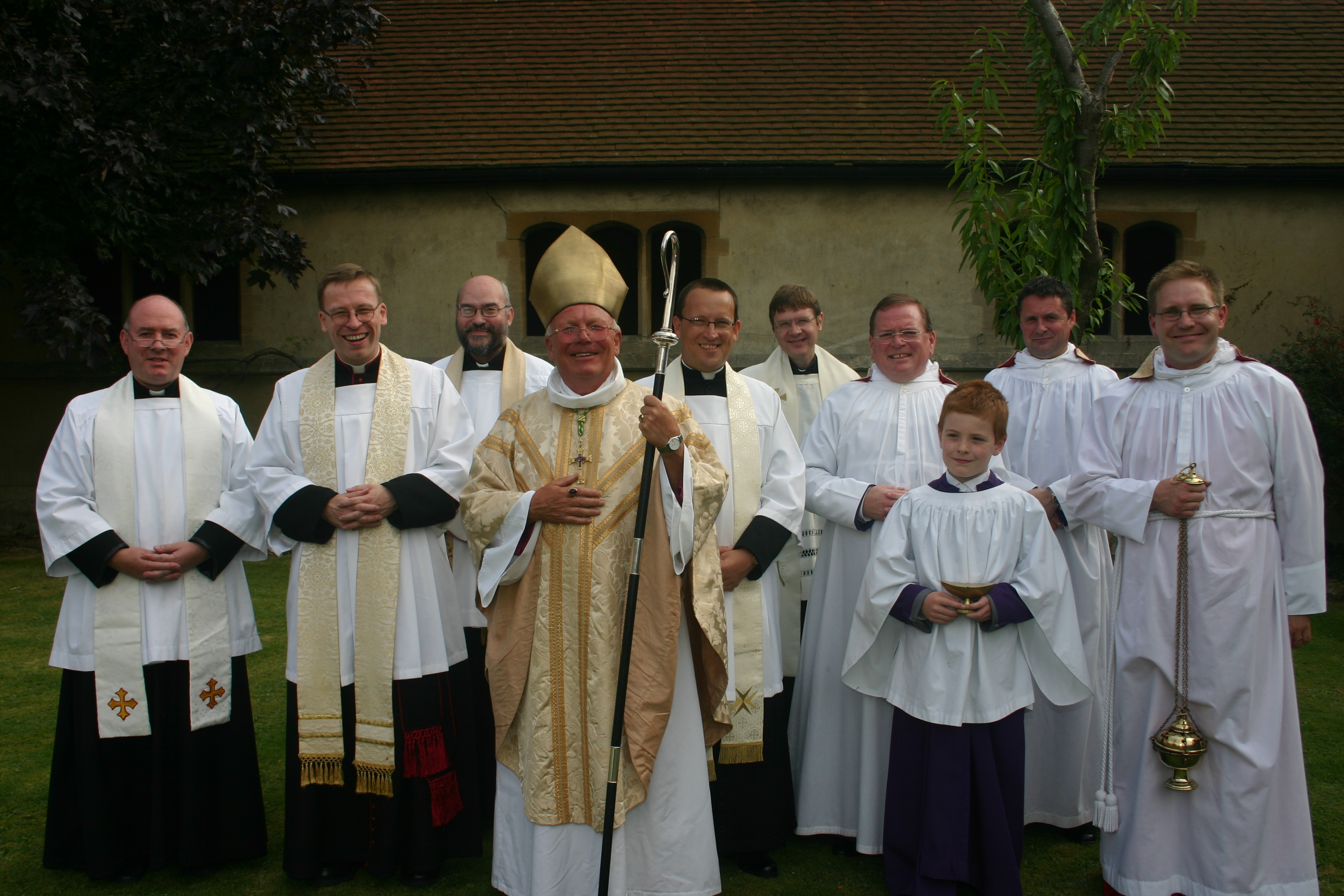
Bischof Edwin Barnes (2005)

Edwin Ronald Barnes SSS (* 6. Februar 1935; † 6. Februar 2019) war ein Bischof der Church of England und von 2011 bis zu seinem Tod Priester der römisch-katholischen Kirche. Er war von 1995 bis 2001 Bischof von Richborough in der Provinz Canterbury und war Präsident der Church Union.

## Leben
Edwin Barnes studierte am Plymouth College und Pembroke College in Oxford. Er wurde 1961 ordiniert und war in den Vikariaten St Mark’s in North End, Portsmouth, Farncombe und Hessle tätig. 1987 wurde er Rektor des St.-Stephens-House in Oxford, einer anglo-katholischen theologischen Hochschule.
1995 wurde er erster Bischof von Richborough, Suffraganbischof des Erzbischofs von Canterbury. Dieses Amt war geschaffen worden, um in denjenigen Gemeinden der anglikanischen Kirchenprovinz Canterbury, die die Frauenordination nicht anerkennen, die bischöflichen Funktionen auszuüben. Nach seiner Emeritierung 2001 wurde Keith Newton sein Nachfolger, der spätere römisch-katholische Ordinarius des Personalordinariats Unserer Lieben Frau von Walsingham.

### Konversion zur katholischen Kirche
Edwin Barnes konvertierte am 21. Januar 2011, gemeinsam mit seiner Frau Jane, von der Anglikanischen Kirche zur römisch-katholischen Kirche. Am 11. Februar 2011 empfing er die Diakonenweihe durch Crispian Hollis, Bischof von Portsmouth. Am 5. März 2011 empfing er in der Kathedrale von Portsmouth durch den Ortsbischof Crispian Hollis die römisch-katholische Priesterweihe für das durch Papst Benedikt XVI. gegründete Personalordinariat Unserer Lieben Frau von Walsingham. Am 21. Juni 2012 wurde er von Benedikt XVI. zum Ehrenkaplan Seiner Heiligkeit (Monsignore) ernannt.